# Dryopteris gotenbaensis
Dryopteris gotenbaensis är en träjonväxtart som beskrevs av Nakaike. Dryopteris gotenbaensis ingår i släktet Dryopteris och familjen Dryopteridaceae. Inga underarter finns listade.